# Santiago Rusiñol i Prats
Santiago Rusiñol i Prats   (Barcelona, 25 de febrer de 1861 - Aranjuez, 13 de juny de 1931) va ser un pintor, escriptor, col·leccionista, periodista i dramaturg català. Fou un artista polifacètic i un dels líders del modernisme a Catalunya. La seva producció pictòrica, amb un miler d'obres, i literària, amb un centenar de títols, a més d'un extens nombre d'articles, el situa com a referent decisiu de l'art, la literatura i les idees estètiques del seu temps.

## Biografia
Nasqué a Barcelona, en el si d'una família d'industrials del tèxtil provinent de Manlleu, on eren propietaris de la colònia tèxtil Rusiñol, també coneguda com a Can Ramissa. El seu pare fou Joan Rusiñol i Andreu i la seva mare, barcelonina, Amàlia Prats i Caravent. Santiago Rusiñol és inscrit al registre civil amb els noms de Jaume (no pas Santiago) Jacint Lluís i va ser batejat a l'església de Sant Cugat del Rec de Barcelona. Encara que fos hereu del negoci familiar, el seu interès per l'art de la pintura començava a perfilar-se durant la seva adolescència. El 19 de juny de 1886 es casà amb Lluïsa Denís i Reverter. Al Registre Civil de Barcelona del matrimoni, Rusiñol torna a aparèixer amb el nom de Jaume. L'any següent nasqué la seva filla, Maria Agustina, però, pocs mesos després, el caràcter inquiet, el desinterès pel negoci familiar i el desig per dedicar-se a pintar, viatjar i conèixer món l'allunyaren de la família. Santiago cedí la gestió de l'empresa al seu germà Albert, conegut empresari i polític, que més endavant fou diputat i senador. Santiago començà a viatjar per Catalunya i Espanya, per França i per Itàlia. Els viatges seran una constant en la vida de l'artista.
El 1888, es revelà com a escriptor col·laborant regularment amb articles al diari La Vanguardia. El 1889 trencà la relació amb la família, ruptura que durarà deu anys; tanmateix, mantingué el contacte amb la filla. El 1889 se n'anà a estudiar a París, on residí a temporades durant la primera meitat de la dècada dels noranta, període important en la seva trajectòria creativa.
El 1893 instal·là a Sitges el seu estudi, conegut com el Cau Ferrat, per la col·lecció de ferros antics que conté. La vila es convertí en un punt de referència modernista d'artistes, escriptors i músics promogut per Rusiñol, que hi organitza les festes modernistes, en què es conjuminen el teatre, la poesia, la pintura i la música. Paral·lelament, l'artista consolida els seus dots com a escriptor i des de principis de la dècada de 1890 escriu obres narratives i poemaris en prosa. Algunes de les seves novel·les s'adaptaran per ser representades al teatre, com L'auca del senyor Esteve, escrita el 1907 i estrenada uns anys més tard.
El 1899, arran d'una greu malaltia, es retrobà amb la seva dona. Quan millorà, marxà a França amb ella i la filla per desintoxicar-se de l'addicció a la morfina. Un any després, se sotmeté a una intervenció quirúrgica que el deixà amb només un ronyó, fet que marca una nova etapa vital en la seva trajectòria. El 1903, ja era un artista reconegut i durant la primera dècada del segle xx es consolidà el seu prestigi com pintor i escriptor prolífic, tant a Barcelona i París com a Espanya. Rebé més premis i nominacions. A França, el reconeixement oficial li arriba el 1908, quan obté el títol de sociétaire del Saló de París.

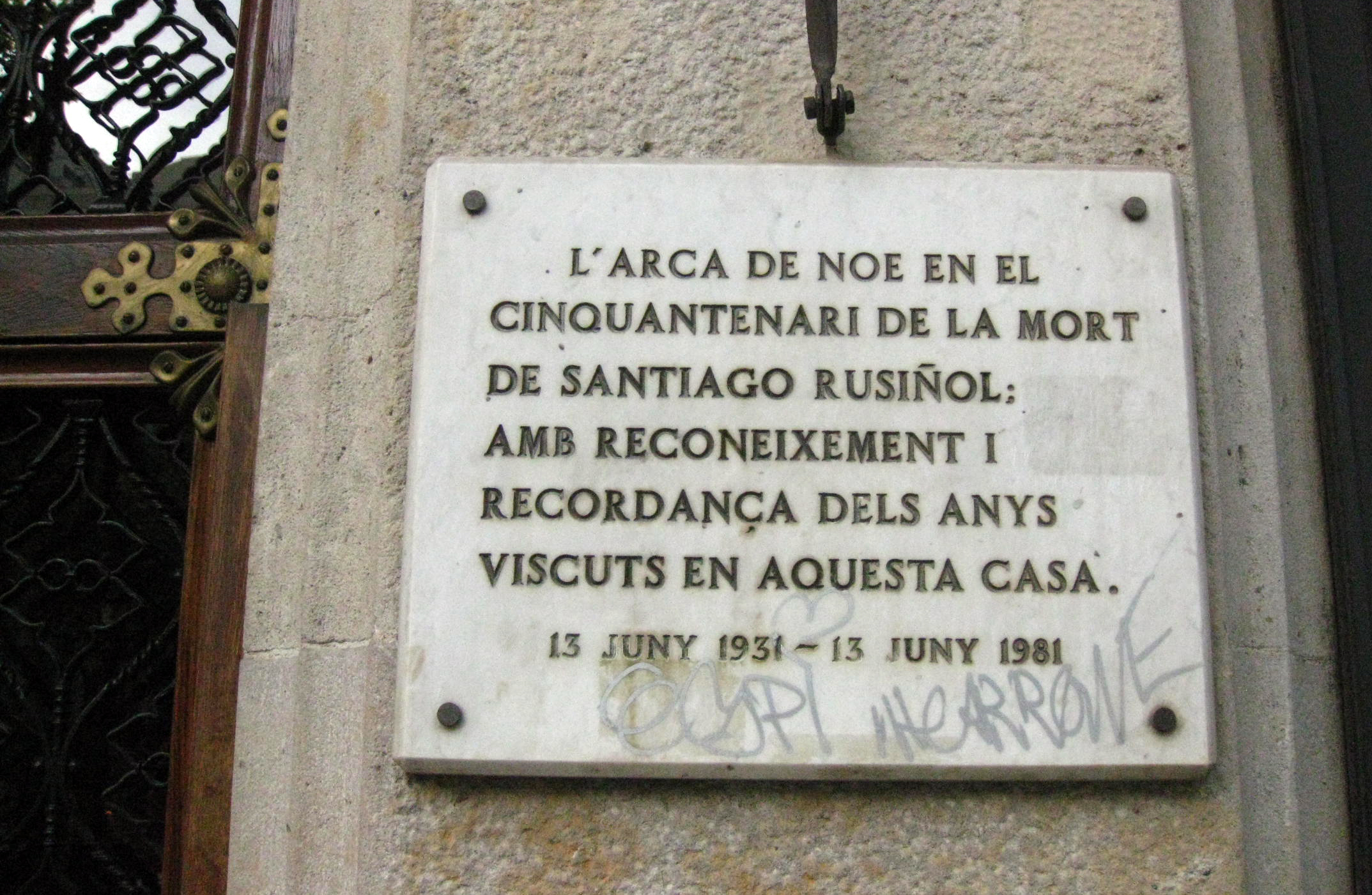
Placa que l'entitat L'Arca de Noè, fundada per Rusiñol, li dedicà amb motiu del cinquantenari de la seva mort, al passeig de Gràcia núm. 96 (Barcelona)

A partir de les dues dècades següents rebé un gran reconeixement, alhora que adquiria un prestigi innegable, malgrat el rebuig dels artistes i crítics noucentistes, en particular, del crític d'art Eugeni d'Ors, que escrivia al diari La Veu de Catalunya. El 1917, fou condecorat pel govern francès amb la Legió d'Honor. Rebé el darrer homenatge a Sitges el 1926. Morí a Aranjuez el 1931. El govern provisional de la República espanyola ordenà una cerimònia fúnebre oficial a Madrid, que és encapçalada pel president, Manuel Azaña.
Rusiñol no només va formar part activa de la cultura del seu temps, sinó que l'enriquí amb la seva personalitat i amb les seves idees i opinions, que va defensar amb fermesa, i a les quals no els mancava ni la controvèrsia ni la polèmica. També va formar part de les famoses tertúlies de la cerveseria els Quatre Gats del carrer de Montsió de Barcelona regentada per Pere Romeu. Inspirat en Le Chat Noir que havien conegut a París, es va convertir en l'escenari privilegiat de les manifestacions ideològiques de final de segle, un lloc de tertúlia però alhora una sala d'art alternativa. Bon amic dels seus amics, es va relacionar amb les personalitats artístiques i intel·lectuals més destacades del moment, com mossèn Cinto Verdaguer i Pompeu Fabra, Valle-Inclán i Benito Pérez Galdós, els músics Enric Granados, Isaac Albéniz, Enric Morera, Erik Satie i Manuel de Falla, i pintors com Darío de Regoyos, Ignacio Zuloaga i Joaquim Mir, entre molts d'altres. Tanmateix, l'amistat més llarga i sòlida la va tenir amb el pintor Ramon Casas i amb l'escultor Enric Clarasó, amb els quals va formar un trio artístic que es va mantenir fins que morí. També cal destacar que fou besoncle del prematur poeta barceloní Jorge Folch i Rusiñol.

## Obra pictòrica

### Inicis
Va estudiar al taller del pintor Tomàs Moragas, on va aprendre dibuix i diverses tècniques, com l'oli i l'aquarel·la. Feu la primera exposició a la sala Parés, de Barcelona, el 1879, en una mostra col·lectiva; hi participà amb una petita pintura de l'interior d'un estudi amb la figura d'un model. Aquí conegué el pintor Joaquim Vayreda, especialitzat en el paisatge. Això inspirà Rusiñol a explorar la representació de la natura, no pas per copiar-la, sinó per interpretar-la, com fa el pintor d'Olot. Adopta aquesta temàtica en contraposició als temes històrics, que en aquell moment eren moda.

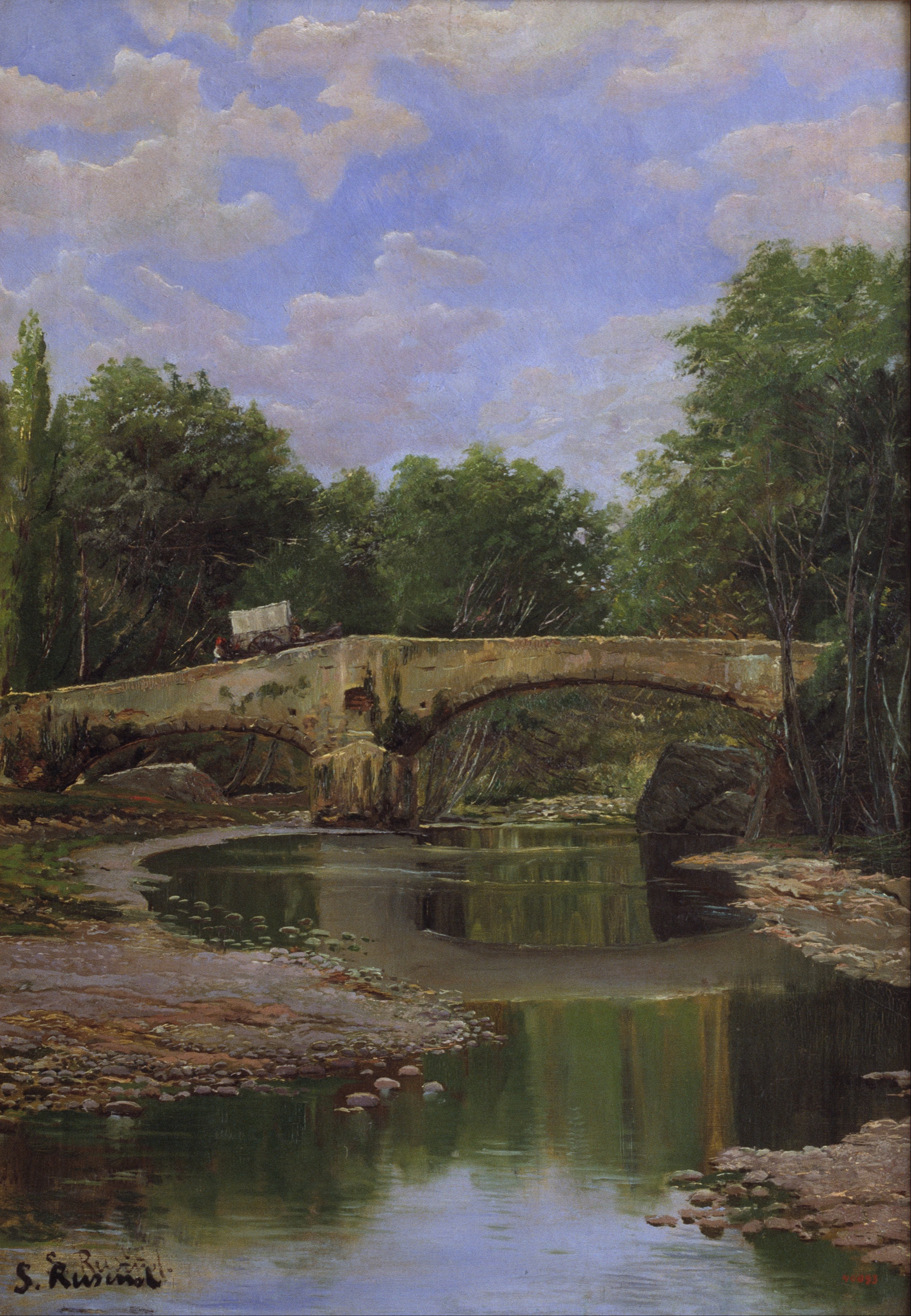
Pont sobre un riu (1884). Barcelona: Museu Nacional d'Art de Catalunya, llegat de Martí Estany

 La pintura El bosque és un exemple d'aquesta temàtica. Però en aquesta època també s'interessava per la figura humana, en consonància amb els gustos del moment. La tendència pels temes literaris, la representa en la pintura Fausto, i el gust per l'exòtic, en l'obra Peregrino, que va exposar a la sala Parés el 1880. Cal esmentar que aquesta serà la galeria de Barcelona on exposaria habitualment al llarg de tota la vida.
L'any 1882 va participar en la primera exposició de l'Acadèmia de Belles Arts de Sabadell.
El 1883 descobrí el paisatge urbà a partir de les pintures de Joan Roig i Soler, d'una perfecció tècnica i una llibertat interpretativa que l'impressionen. Això el motiva a pintar Port de Barcelona, i seguidament realitza altres composicions de la Barcelona vella, com Racó de Santa Maria del Mar (1885) o La plaça del Born (1885). Rusiñol evoluciona, però continua interessat pel realisme, i durant els anys 1887 i 1888 afegí personatges al paisatge. Pinta escenes relacionades amb el treball i racons del paisatge urbà amb personatges en actituds naturals o fent tasques quotidianes. En són bons exemples Pedrera de Montjuïc o Cargolada. Aquestes obres, que exposa a la galeria Parés, són qualificades de naturalistes i, en general, tenen una bona acceptació de la crítica. Crítics d'art com Frederic Rahola, que publicava al diari La Vanguardia, elogien el pintor.
Pintura i espais naturals de la geografia catalana van lligats al llarg de la vida de Rusiñol. Són diverses les escapades de l'artista a la població selvatana d'Arbúcies i a l'entorn del Montseny. La relació entre Rusiñol i Arbúcies queda plasmada en nombroses obres pictòriques. El Balneari de la Font Picant, situat a Sant Hilari Sacalm, fou una referència en la relació de l'artista amb aquesta part de la geografia catalana. però la majoria d'aquests quadres es troben actualment en lloc desconegut i només uns pocs poden localitzar-se en col·leccions particulars.
L'any 1888 fou significatiu per a la trajectòria de Rusiñol, perquè feu la primera exposició individual a la sala Parés, començà a publicar articles al diari La Vanguardia, exposà per primer cop al Saló de París i participa en l'Exposició Universal de Barcelona. Durant aquesta època s'interessà per la figura humana real, i no pas la literària dels primers anys. Començà a pintar retrats, com el del seu amic Ramon Casas. A la recerca de la modernitat, volgué plasmar la dignitat de les figures; les composicions són més simples i dona menys importància als elements secundaris.

### Rusiñol i París
El temperament inquiet de Rusiñol i les seves ganes d'aprendre, d'una banda, i l'ambient conformista de Barcelona i les murmuracions sobre la seva persona, de l'altra, el van empènyer a marxar, als voltants de la tardor de 1889, a París, ciutat que ja havia conegut durant el viatge de noces, el 1886.

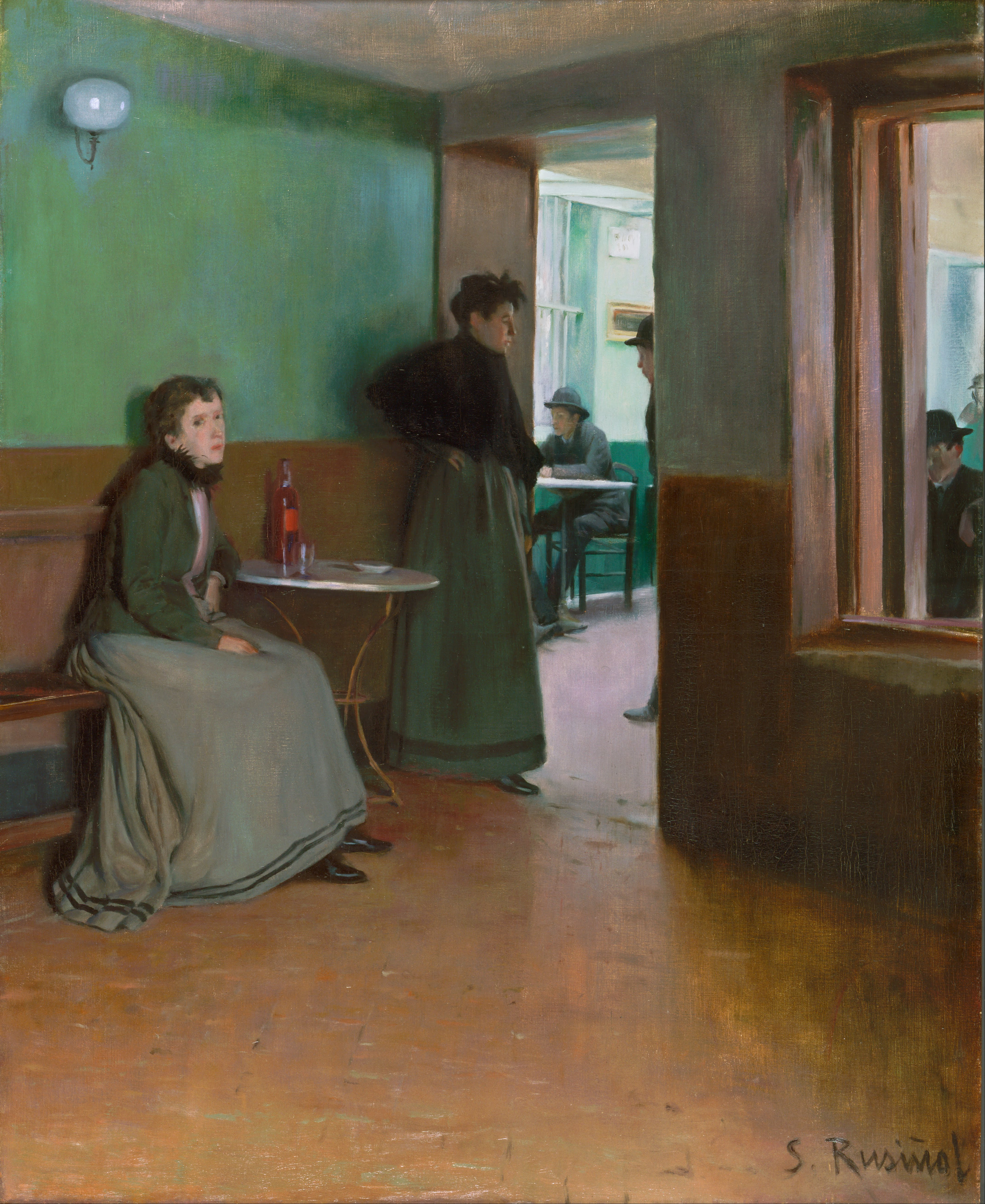
Interior d'un cafè (París, 1892). Museu d'Art de Filadèlfia, col·lecció de John G. Johnson

 Allà es trobà amb els seus amics, el periodista Miquel Utrillo, el gravador Ramon Canudas i el seu íntim Enric Clarasó, amb els quals comparteix habitatge a Montmartre. Més tard, s'hi afegiria Ramon Casas, fins al 1892-93. Rusiñol visità exposicions, estudia pintura a la Société de la Palette i entra en contacte amb l'ambient artístic de la ciutat: Rusiñol es va proposar de tastar en la seva carn la vida bohèmia.

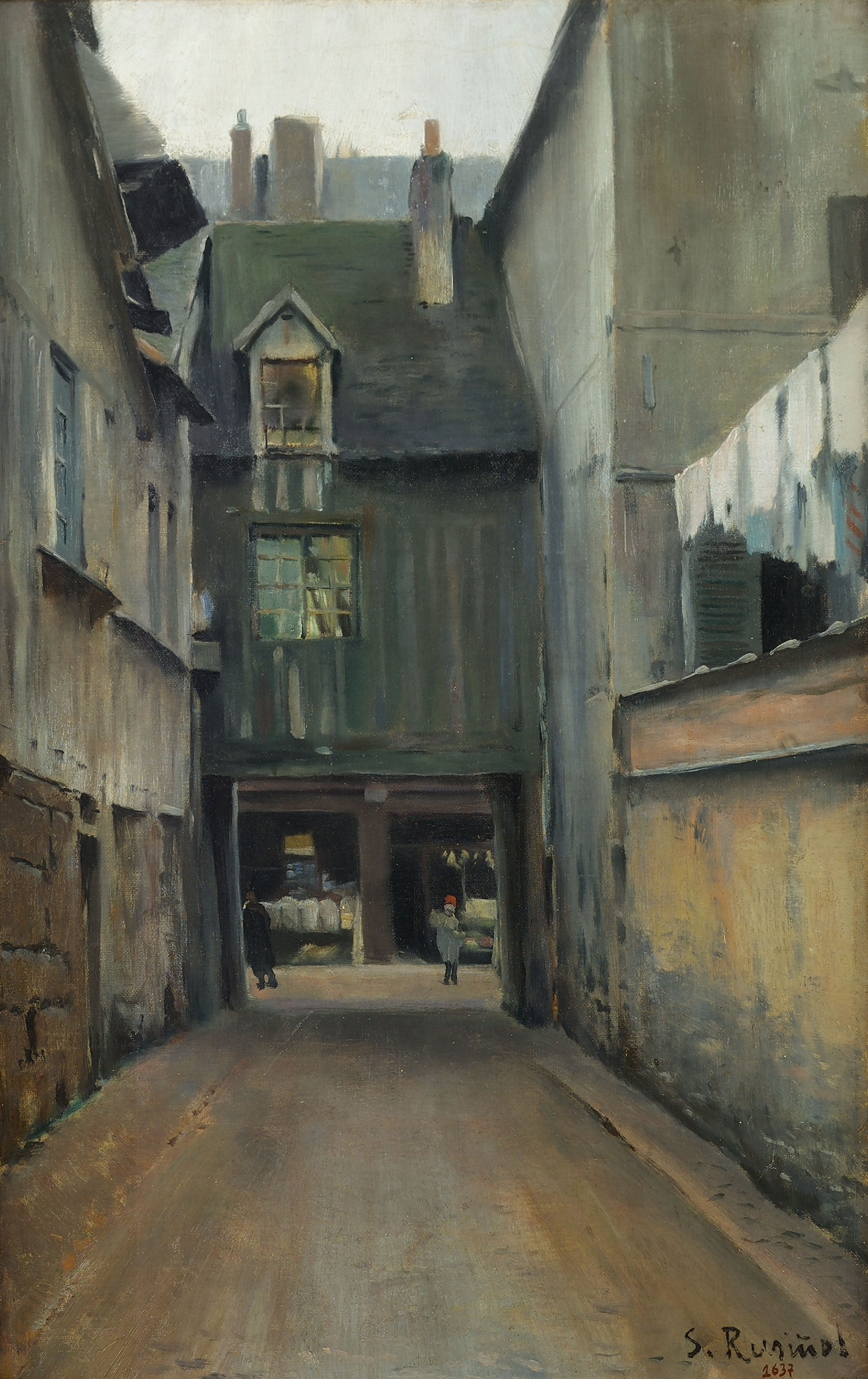
Carrer de Rouen, França. Biblioteca Museu Víctor Balaguer

Estudià temes nous que descriuen l'ambient dels suburbis, els cabarets i els locals nocturns parisencs, com Cafè dels incoherents i Interior d'un cafè a Montmartre, en què plasma unes figures tristes i distants. En altres quadres pintà escenes d'espais urbans i interiors impregnats d'un sentiment de soledat i melangia: Carrer de Montmartre, El patio de mi casa o El parc del Moulin de la Galette, realitzats el 1890. Treballà a plein air, tendint a sintetitzar el model i a captar l'atmosfera dels espais que representava. Rusiñol continuà interessat en el retrat i pintà els seus amics Utrillo, Clarasó i Canudas, i personatges com Erik Satie.
Durant el 1890, feu una gran exposició a la sala Parés juntament amb Casas i Clarasó. Fou el primer cop que els tres amics exposaren plegats, i ho repetirien moltes vegades fins a l'any de la mort de Rusiñol. Les pintures de Rusiñol i Casas tenien molt bona acollida per part de la premsa. Es considera que, amb aquesta exposició, el modernisme va irrompre en la pintura catalana. Un any més tard, reberen el suport incondicional de Raimon Casellas, crític d'art de L'Avenç i La Vanguardia, que pensava que la seva pintura era la millor que es feia a l'estat. Durant aquesta etapa, l'interès de Rusiñol per la vida contemporània era herència de l'impressionisme, així com la versemblança i algunes solucions compositives, però no fa servir ni la pinzellada ni el cromatisme d'aquest estil. La llum i les atmosferes de les pintures fetes a París contrasten amb les de Sitges i altres indrets del mateix període. Les obres creades durant l'estada a Montmartre fins al 1893 són un llegat que documenta la vida de la ciutat.

### El descobriment de Sitges
La tardor del 1891, emprengué un viatge a Vilanova i la Geltrú amb el pintor Eliseu Meifrèn per visitar el museu Víctor Balaguer. Quan estava passant per Sitges el reconegué en Rossend Bartes, que l'aturà i el convidà a sopar. S'hi estigué un mes i mig. Enamorat de la vila i de l'amabilitat de la gent, va decidir que era el lloc on li calia fer arrels.

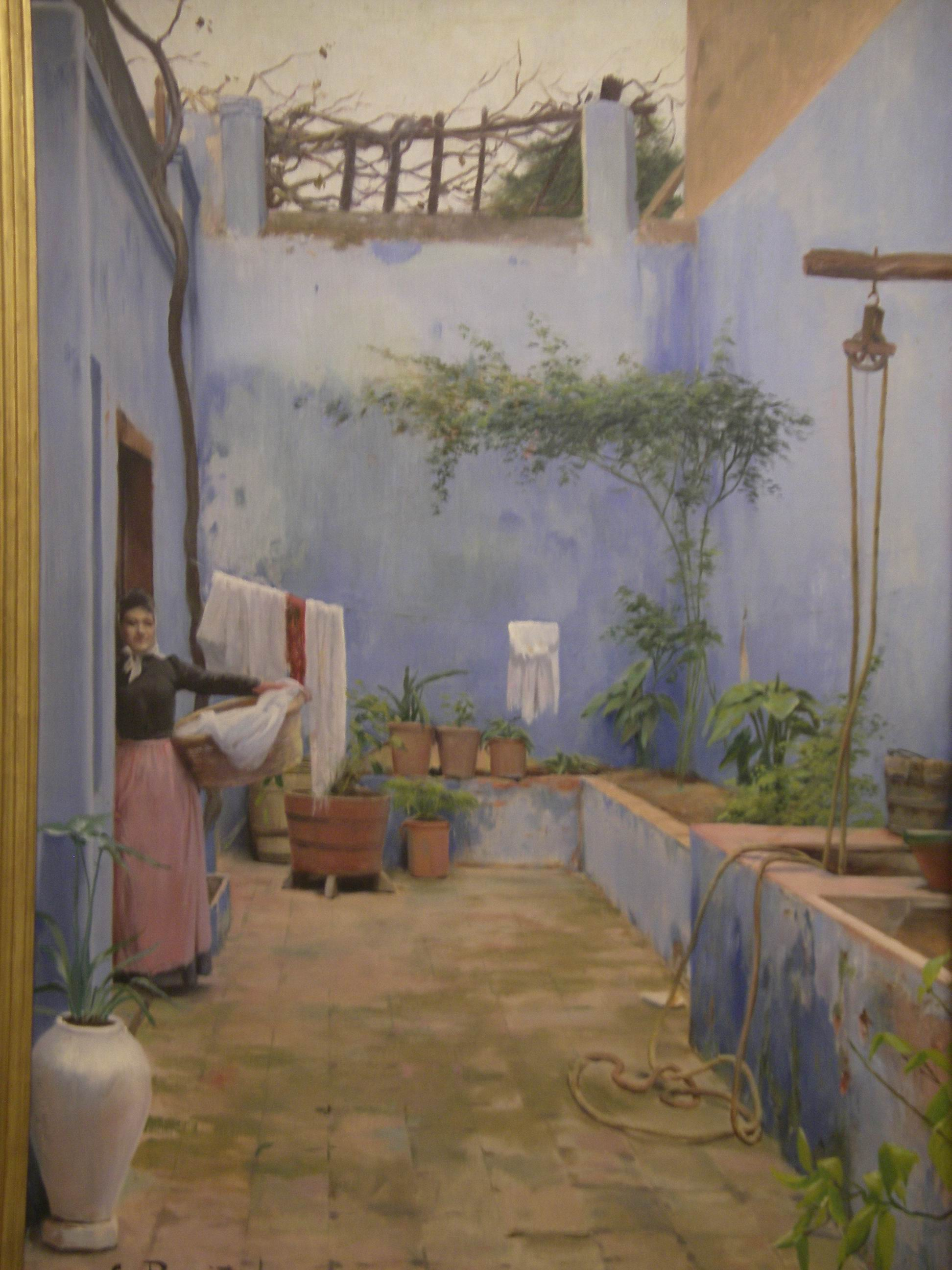
El pati blau.1892. Sitges. Museu de Montserrat

 Feu amistat amb els pintors luministes, que li descobreixen la intensitat de la llum mediterrània. Rusiñol quedà fascinat pels racons de la vila i compon els primers quadres de patis; entre d'altres, els patis blaus, pintats entre el 1891 i el 1893, que difondria i faria famosos. En aquestes escenes exhibeix la riquesa cromàtica dels espais i els objectes, però sense estridències; defuig la intensitat lumínica que busquen representar els luministes a favor d'una llum més matisada. També feu nombrosos dibuixos de personatges—amics i veïns--, que captà en actituds quotidianes a les places, carrers, patis i cafès.
Després d'aquesta curta estada tornà a París, però a mitjans del 1892 és, de nou, a la vila. Rusiñol converti Sitges en el centre on convergien les aspiracions de renovació vital i artística a Catalunya, d'escriptors, músics, artistes plàstics i intel·lectuals. Organitzà la primera festa modernista, amb una gran exposició de pintura com a alternativa a l'art oficial i academicista. Aquesta primera festa anirà seguida de quatre més, la darrera el 1899. Estan pensades com un revulsiu per a la modernització i l'europeïtzació de la cultura catalana en tots els seus aspectes.

Santiago Rusiñol. La nena de la clavellina, 1893. Museu del Cau Ferrat, Sitges

El 1893, Rusiñol comprà una casa a Sitges, on instal·la un estudi i la seva col·lecció d'obres d'art, antiguitats i objectes de ferro, que donen nom a l'indret, conegut com el Cau Ferrat, i la vila esdevingué la Meca del modernisme. Entre el 1893 i el 1894 es perfila el nou sentit estètic de Rusiñol, impregnat de les idees de la tendència simbolista, que van conformant el seu sentit de la modernitat. Un bon exemple n'és la segona festa modernista, el 1893, durant la qual organitzà un concert de música simbolista i es representà l'obra de teatre La intrusa, de Maurice Maeterlinck, dirigida per Rusiñol i Casas, amb un gran èxit de públic i de crítica. Malgrat que la pintura de l'artista encara era naturalista, inicià un canvi influït per l'interès pel simbolisme europeu belga i francès. En aquest sentit, acullí de ple la doctrina de l'art per l'art, que fa de l'artista un sacerdot, i de l'art, una religió. El simbolisme es fa palès, sobretot, en la seva obra literària.

### La influència simbolista
A finals del 1893, tornà a París i canvia l'habitatge de Montmartre per un pis al barri de Quai Bourbon, al centre de la ciutat.

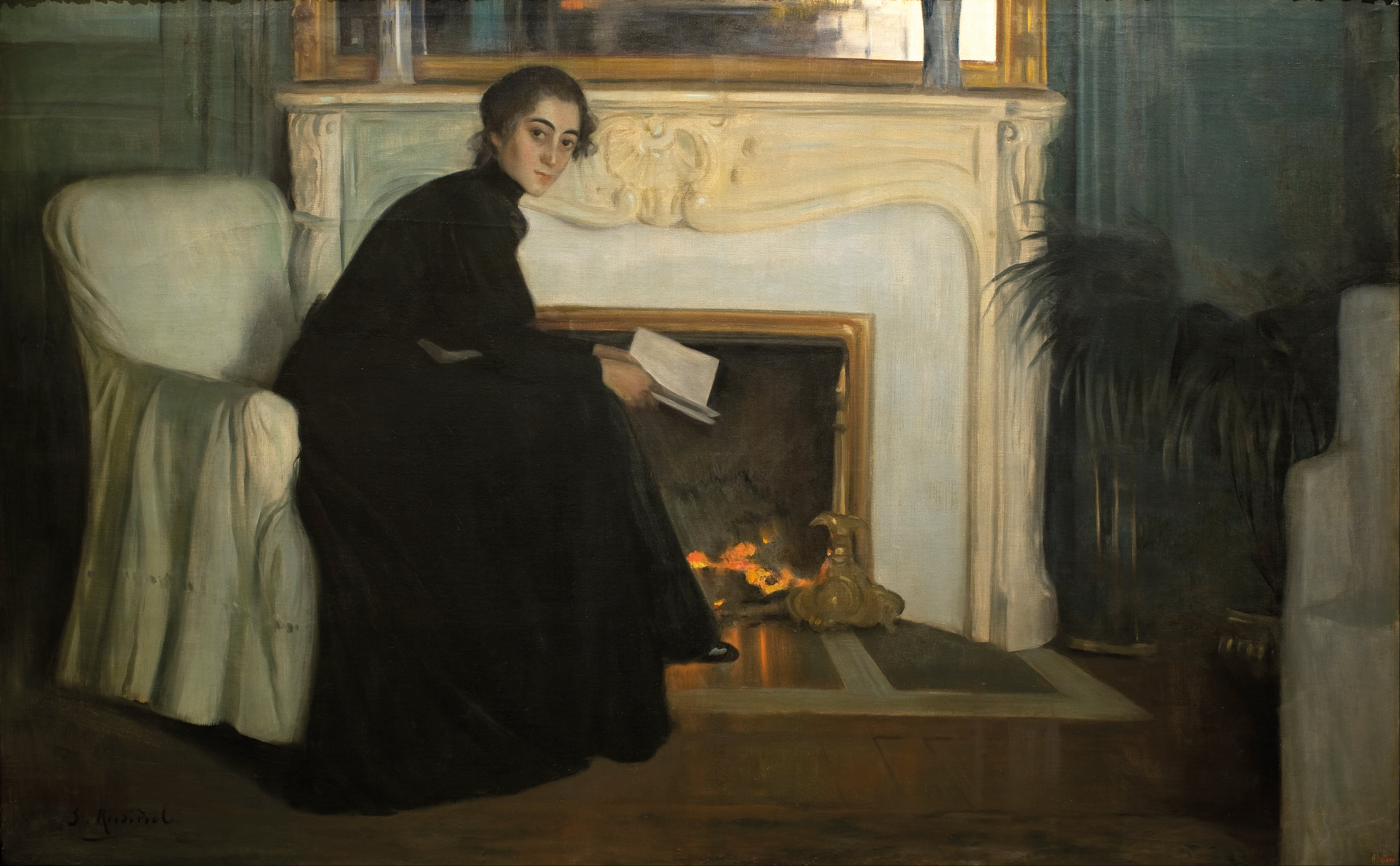
Novel·la romàntica, 1894. Museu Nacional d'Art de Catalunya

Ara visqué un ambient diferent, més elegant i aliè a la pobresa de Montmartre. Rusiñol creia que l'art és una expressió dels sentiments i una emoció estètica; així, doncs, amb aquestes premisses, s'endinsà cada cop més en una pintura subjectiva i simbolista que expressa els sentiments més profunds.
Durant l'any 1894 viatjà a Itàlia, on copia obres de Giotto i d'altres pintors primitius. Estudià les obres d'altres mestres de la pintura, i aquest mateix any comprà dues peces originals d'El Greco, cosa que tingué grans conseqüències artístiques per a ell i per al seu amic Zuloaga. L'artista admirava el mestre manierista i en copià les pintures. Eren tan forts la impressió que n'havia rebut i el reconeixement que professà al seu llegat pictòric que uns anys més tard li dedicà un monument, instal·lat a la vila de Sitges.
Durant aquesta nova etapa, la tendència al subjectivisme l'allunyà progressivament del paisatgisme i de les escenes costumistes i quotidianes. L'observació de l'extern es transformà en penetració psicològica per captar i representar l'estat d'ànim dels models, sigui d'alegria o patiment. Pintures precedents com Enfermo y enfermero (1890) o Casa de empeños ja escenificaven els drames de la vida: la malaltia, la pobresa, la mort, però encara era una visió distanciada, més objectiva i realista. Ara es proposà retratar els sentiments, i transmetre a l'espectador el que traspuava el model, malgrat la dificultat que comportava intentar representar la complexitat dels sentiments humans.
Tanmateix, Rusiñol era un poeta, i això queda exemplificat en pintures com La última receta (1893-94), Novela romántica (1894) i La morfina (1894). El tema d'aquesta última obra afecta directament l'artista, que sabia els efectes que té el narcòtic, ja que n'havia pres per pal·liar els dolors que patia, cosa que el va abocar a l'addicció. L'estil que desenvolupà reflecteix una certa influència de James McNeill Whistler i també els coneixements que té sobre l'obra de Diego Velázquez a l'hora de posar en pràctica solucions compositives o recursos com l'eliminació de referents espacials, la representació de miralls i l'autoretrat, com es mostra en les pintures Retrat d'en Cuca (1895) o Retrat de dona (1894).
A mitjans del 1895, Rusinyol decidí abandonar definitivament la residència parisenca i se'n va a viure al Cau Ferrat. Entre el 1896 i 1897, produí unes pintures simbolistes que prenen un caire místic. Això s'expressa en un seguit de quadres que pinta en diversos indrets de la muntanya de Montserrat. Són pintures de natura i retrats de monjos en què es pot apreciar el sentiment i l'estat d'ànim de l'artista, amb títols tan significatius com Èxtasi, Paroxisme d'un novici o Novici al peu de la creu.
Rusiñol explorà el simbolisme fins al 1903, tant en la producció pictòrica com en la literària, però durant aquest període també treballà una temàtica que defineix pràcticament els últims trenta anys de la seva trajectòria professional i vital: els jardins.

### Els jardins rusinyolians
Durant la dècada de 1890, Rusiñol encetà el tema dels jardins. Si es tenen en compte les escenes de patis amb flors pintades a Sitges, ja hi ha un precedent en la seva trajectòria perquè l'artista es fixi en la natura des d'una altra òptica. El 1895, viatjà a Granada i s'hi estigué una temporada, on entrà de ple en la pintura simbolista. Va pintar l'Alhambra, del Generalife i alguns jardins i cármenes granadins. En contacte amb la companyia de teatre de Pepe Riquelme va pintar el Retrat de Pepe Riquelme i el Retrat de Maria Riquelme. Els anys següents pintà jardins de diverses poblacions i ciutats espanyoles: Aranjuez, Granada, Tarragona, Sitges, Girona i Barcelona. La pintura de jardins de Rusiñol, iniciada a Granada el 1895, abasta un llarg període cronològic que es perllonga fins al final de la vida de l'artista, però presenta diverses etapes i cicles. Un dels primers és el del jardí abandonat, que pinta a Víznar, prop de Granada el 1898 i inspira l'obra de teatre simbolista homònima. La soledat, la malenconia, el contrast de la llum i els colors, les diferents visions dels espais ajardinats, l'estructura dels jardins, la simetria i la perspectiva i la introspecció lírica traslladada a la pintura configuren un període intens i interessant que transocrre per diversos escenaris.

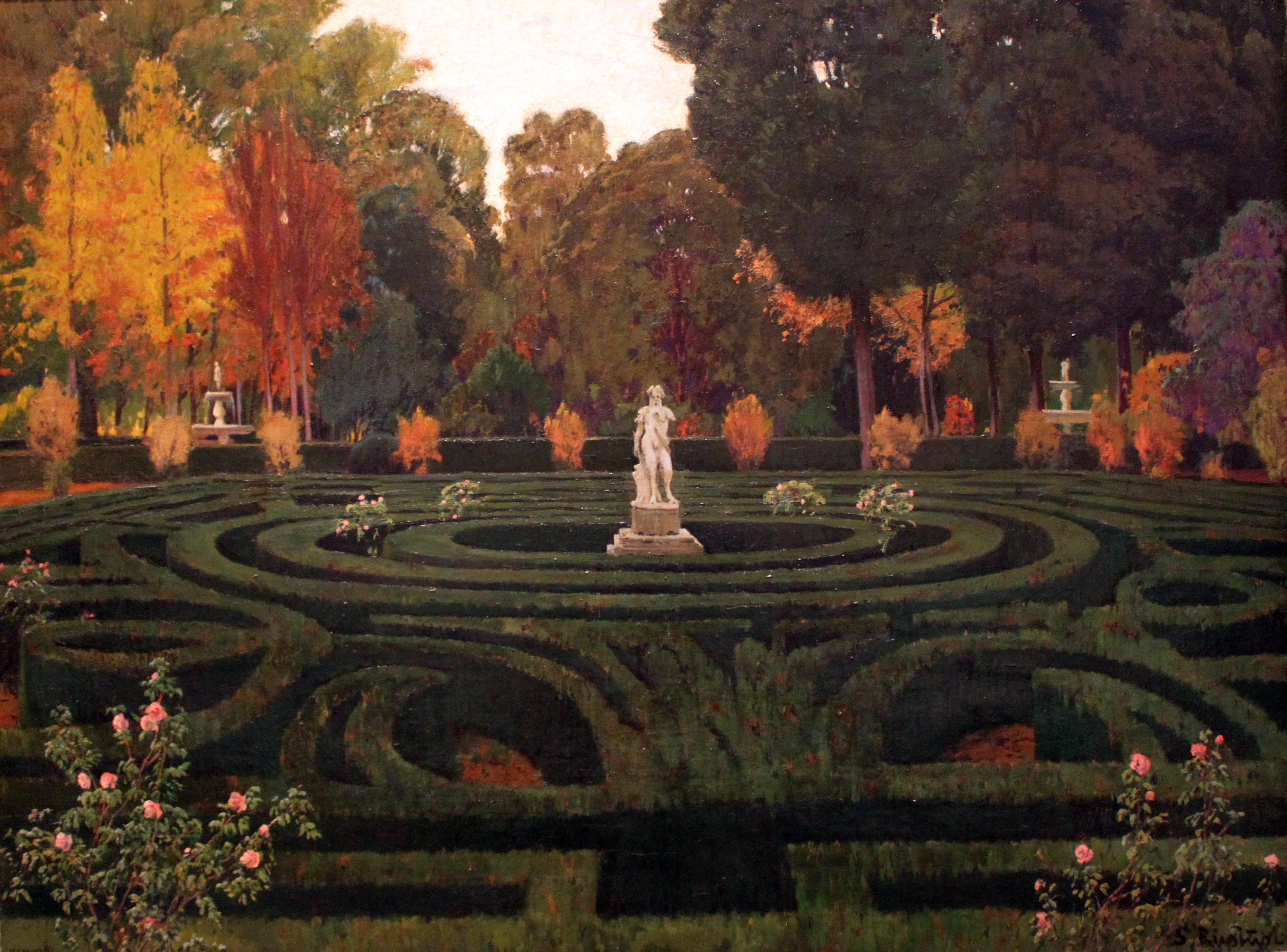
Jardí d'Aranjuez, 1907. Museu Thyssen-Bornemisza

L'any 1899, exposà la sèrie de pintures a París a la galeria d'Art Nouveau, la més important del moment especialitzada en simbolisme i nabí. La mostra s'inaugurà sota el títol Jardins de l'Espagne. Aquesta fou la primera i única exposició individual que Rusiñol feu a París, i tingué molt bona acollida de crítica i públic. Els quadres representen una Espanya inèdita i la premsa internacional se'n feu ressò. Rusiñol aconseguí l'èxit i el reconeixement. El 1900 exposà la sèrie Jardines de España a la sala Parés, amb el mateix èxit que a París. En aquest moment, obtingué el reconeixement de la burgesia barcelonina, que el considerà un dels artistes més importants de l'època. El 1903, publicà el llibre Jardins d'Espanya, obra originada durant la seva estada a Mallorca entre 1901 i 1903, acompanyat de textos de poetes mallorquins i catalans. Posteriorment feu una altra exposició a la sala Parés amb quadres de paisatges i jardins de Mallorca. Per bé que es considera que Rusiñol és el pintor dels jardins durant les tres primeres dècades del segle vint, la seva pintura té importants derivacions vers el paisatgisme especialment en l'obra pictòrica realitzada a Mallorca, Girona o Cuenca.
La visió simbolista dels jardins de Rusiñol va influir en la literatura (poesia i prosa) i la música espanyoles coetànies. Amic de Manuel de Falla, amb qui compartia l'estimació vers els jardins de Granada, va allotjar el compositor al Cau Ferrat per tal que finalitzés la suite de Noches de los jardines de España el 1915.

## Obra escrita

### Poesia i prosa
L'obra escrita de Rusiñol cal emmarcar-la dins la literatura modernista; el mateix autor ho descrivia en Fulls de vida, en què expressava: 
| «                              | Un art seriós que no enlluerni els pobres d'esperit amb teles i sederies de guarda-roba i de crom; un art espiritual, ple d'originals delicadeses i belles filigranes; un art que voldríem veure admirat a casa nostra, i del qual nosaltres esdevindríem els primers devots i els darrers artistes. | » |
| — Fulls de la vida, Al lector. | |   |

La seva producció entre el 1893 i el 1898 es va aplegar posteriorment en Anant pel món (1896), llibre que recull poemes en prosa i altres textos en què es perfila el model d'artista modern, a més de la seva concepció i les seves reflexions sobre la societat moderna, i Fulls de la vida (1898), una recopilació de narracions breus de tipus decadentista que van inspirar la producció de l'obra dramàtica posterior de l'autor i que durant molts anys van proporcionar arguments al teatre rusiñolià, que sempre es va caracteritzar per tractar el tema de la situació i el sentit de l'artista en la societat burgesa moderna, amb uns clars tints autobiogràfics, que van convidar a la confusió entre la seva vida pública i privada.

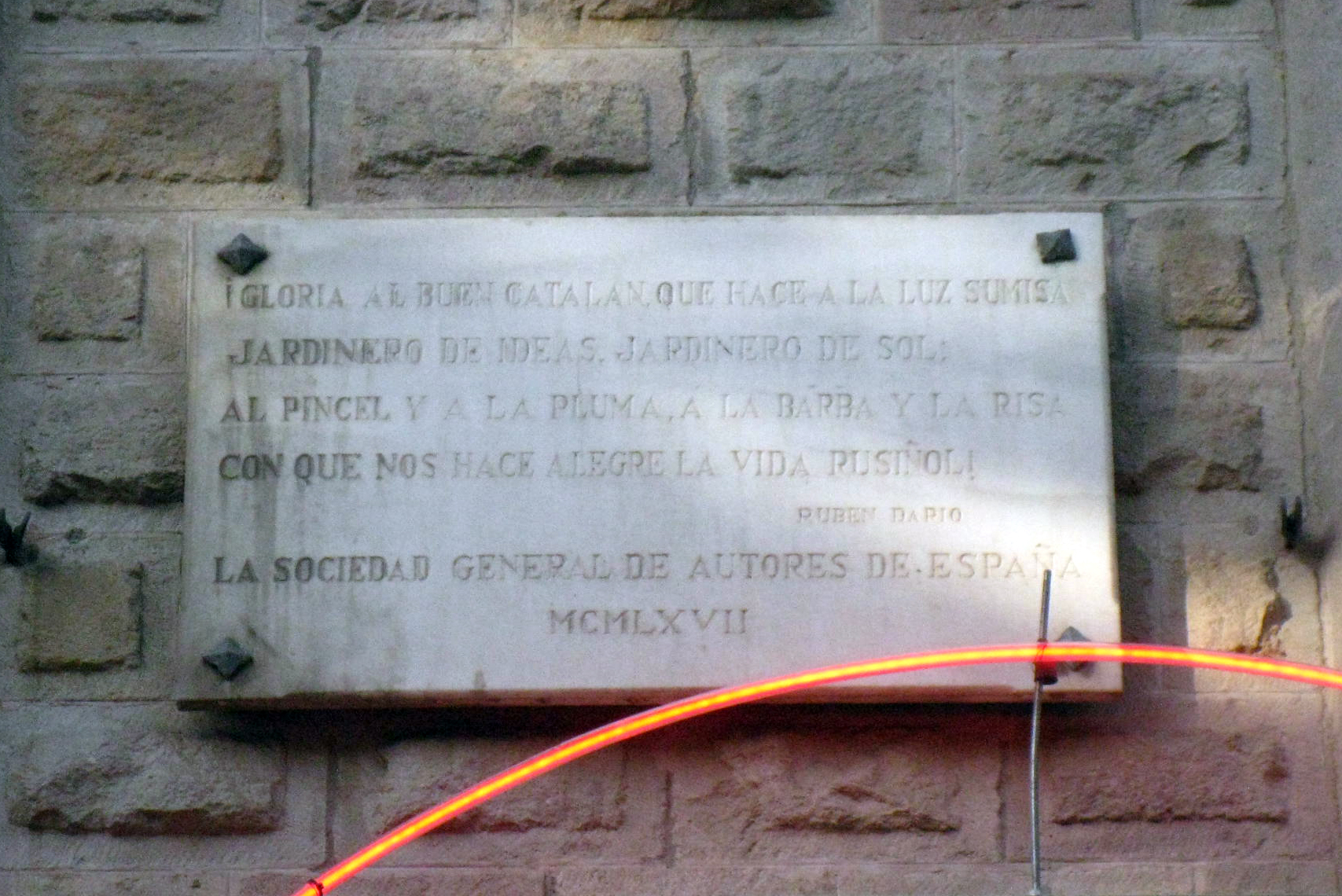
Glòria a Rusiñol, de Rubén Darío, a la casa de Rusiñol al passeig de Gràcia de Barcelona

Rusiñol descriu personatges i situacions dins d'un pla realista, però deixant entreveure al lector un altre pla, ocult, no explicitat, que condiciona el context i els personatges des d'una zona d'ombra i de misteri. Va descobrint el que s'amaga sota la màscara que la societat imposa: l'enveja, l'odi darrere d'un somriure o els vicis ocults. Es mou enmig d'aquesta mena de "fira de les vanitats", captant amb indiferència tot allò que traslladarà subtilment al lector.
L'art de Rusiñol és espiritualista, perquè va més enllà del seu temps i del seu país, perquè l'autor no se sent bé en el seu temps i el seu art viu en un món superior. Ell mateix ho manifestà al pròleg d'Oracions: "La major part del que anomenen conquestes del progrés no em sedueixen ni m'agraden." La seva obra escrita contrasta amb els seus quadres. Si en l'obra pictòrica recull jardins d'ensomni i paisatges difuminats i suaus, en els textos recull una visió més crua, més humana i realista.
En Fulls de la vida, la narració descriu la vida com una successió de quadres impressionistes, plens de color, com fotogrames d'una pel·lícula o com fulls d'un calendari, on cada full arrencat li produeix una certa melangia romàntica. Però, lluny d'una visió decadent, la vida el fa somiar perquè és un brot de somnis i ideals, prosaics i reals, aspres i durs, seguint l'estil propi dels grans novel·listes del realisme.
Obres en prosa:
- 1894 — Desde el Molino

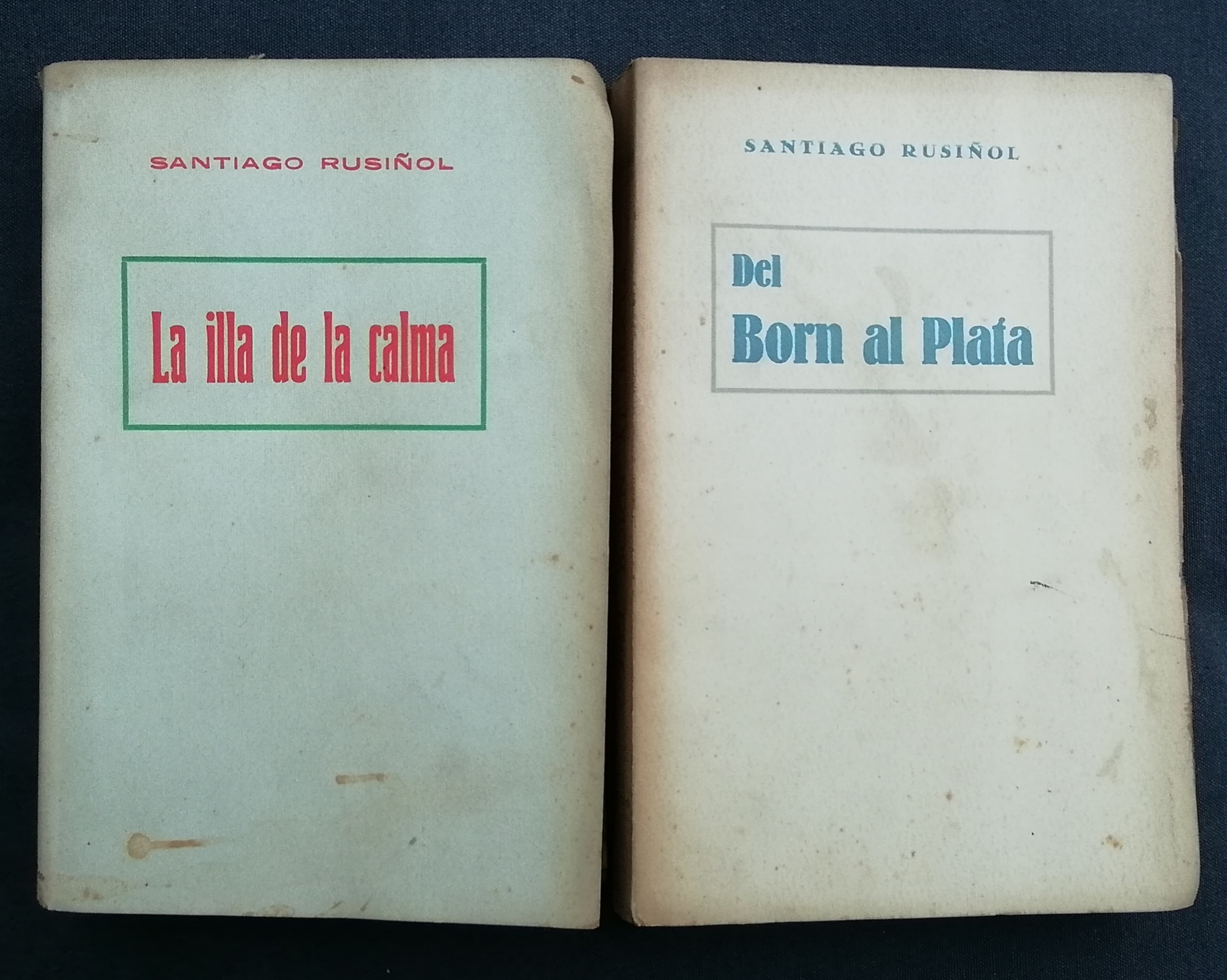
Petita mostra de la prosa Rusiñoliana: La illa de la calma (dedicada a Mallorca), i Del Born al Plata (aplec d'articles publicats a L'Esquella de la Torratxa que narren el viatge que va fer a l'Argentina)

- 1896 — Andalusia vista per un català.
- 1897 — Impressiones de arte
- 1897 — Els caminants de la terra. Poema en prosa.
- 1900 — El jardí abandonat.
- 1902 — El poble gris.
- 1903 — D'aquí i d'allà.
- 1905 — La nit de l'amor.
- 1905 — L'illa de la calma.
- 1905 — Aucells de fang (reeditat per Cap de brot edicions, 2024, sota el títol Ocells de fang).[64]
- 1914 — El català de la Manxa.[65]
- 1927 - Màximes i mals pensaments: pensa mal i no erraràs (reeditat per L'Avenç, 2006)

### Teatre
L'obra teatral de Santiago Rusiñol és una part cabdal de la seva creació literària. Rusiñol va ser un dels màxims exponents de la bohèmia daurada del modernisme català. Com a dramaturg, va contribuir a la construcció de la cultura catalana de la modernitat gràcies a la mirada crítica i distanciada que proporciona sobre la societat coetània i a la construcció de la imatge de l'artista modern, de la qual ell és paradigma. De fet, Rusiñol es pot considerar el gran renovador teatral, com a introductor de les novetats parisenques per a superar la concepció que es tenia del teatre a Catalunya, on les obres no havien aconseguit anar més enllà del costumisme més localista i on el teatre era vist com un mer entreteniment i espai de trobada per a fomentar les relacions socials. Rusiñol va treballar totes les formes teatrals: monòlegs, teatre líric, drama, melodrames, sainets, teatre de titelles i vodevils, i va passar per diverses etapes fins que es va consagrar definitivament com un mite de l'escena catalana.
obres teatrals:
- Màximes i mals pensaments de Santiago Rusiñol. Edició publicada a Barcelona l'any 1927L'home de l'orgue. Monòleg (1890)

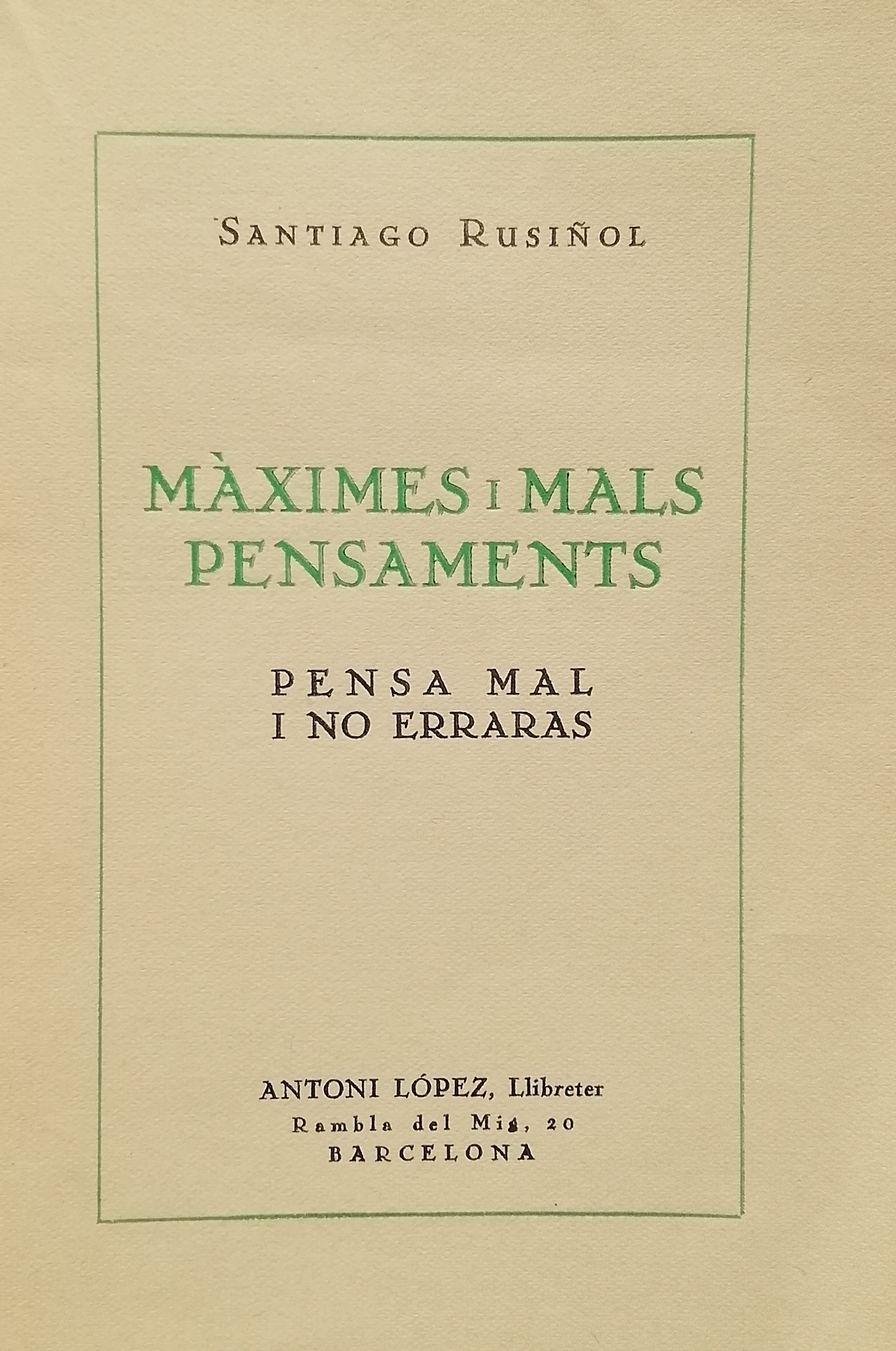
Màximes i mals pensaments de Santiago Rusiñol. Edició publicada a Barcelona l'any 1927

- El sarau de llotja. Monòleg (1891)
- L'alegria que passa. Quadre líric en un acte (1898)
- Cigales i formigues. Quadre líric en un acte (1900)
- El jardí abandonat. Quadre poemàtic en un acte. Decorat amb música de Joan Gai (1900)
- Llibertat!. Comèdia en tres actes (1901)
- Els Jocs Florals de Canprosa (1902)
- El malalt crònic. Comèdia en un acte (1902)
- El poble gris (1903)
- L'Hèroe. Drama en tres actes (1903)
- El pati blau. Idil·li dramàtic en dos actes (1903)
- Feminista. Monòleg (1903)
- El sarau de Llotja. Monòleg (1903)
- El bon caçador. Monòleg (1903)
- El prestidigitador. Monòleg (1903)
- El místic. Drama en quatre actes (1904)
- El bomber (1904)
- El punxasàrries. Sainet en un acte (1904)El Bon Policia, comèdia en dos actes de Santiago Rusiñol, estrenada a Barcelona l'any 1905. Edició publicada per La Escena Catalana l'any 1935 amb el retrat de Rusiñol La nit de l'amor (1905)

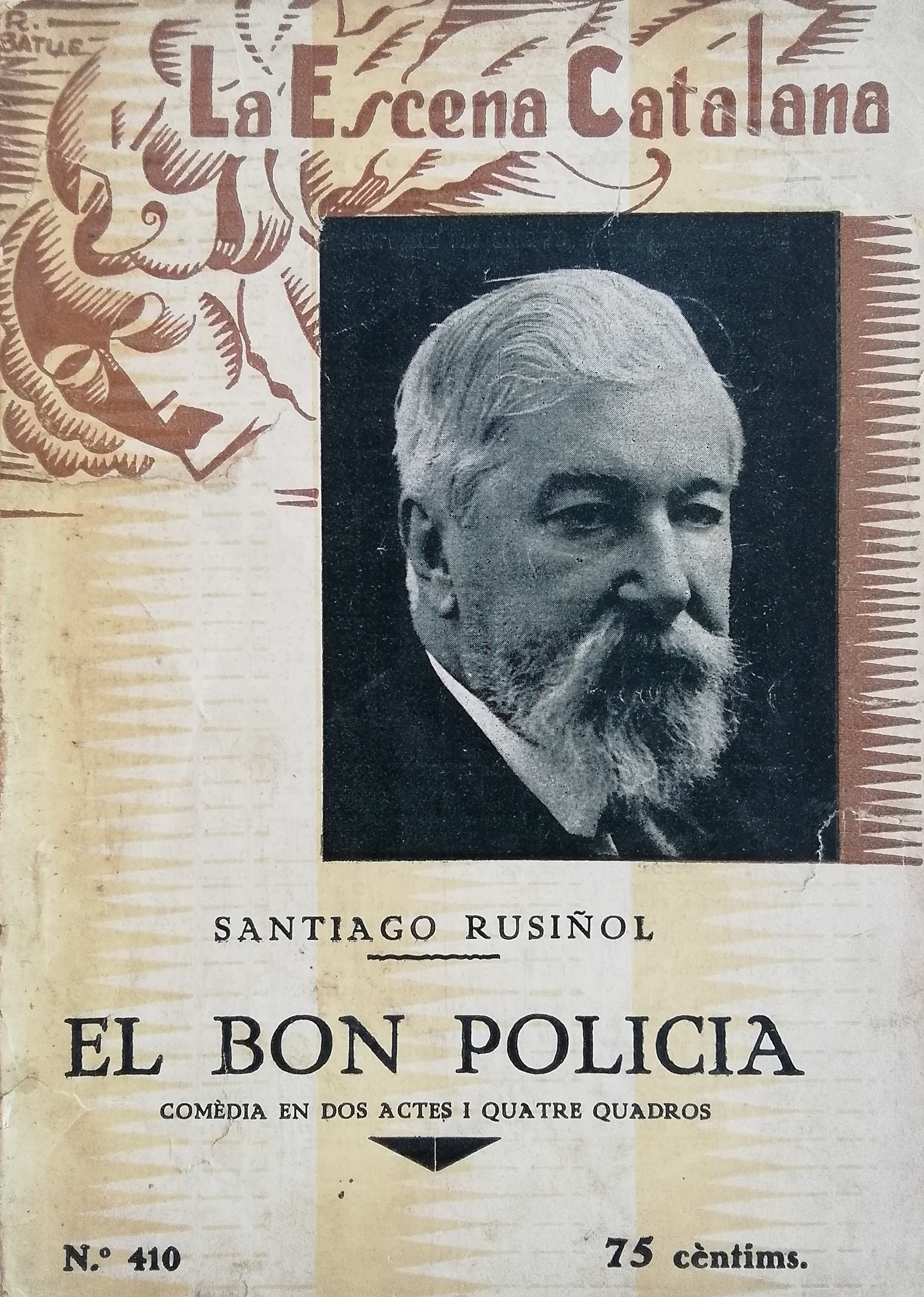
El Bon Policia, comèdia en dos actes de Santiago Rusiñol, estrenada a Barcelona l'any 1905. Edició publicada per La Escena Catalana l'any 1935 amb el retrat de Rusiñol

- La lletja. Obra en tres actes (1905)
- L'escudellòmetre. Monòleg (1905)
- El bon policia. Obra còmica en dos actes i cinc quadres (1905)
- Els planys de Joan Garí (1906)
- En “Barba-Blava”. Monòleg (1906)
- La cançó de sempre. Diàleg dramàtic (1906)
- La bona gent. Obra en quatre actes (1906)
- L'home de sa casa (1906)
- El “Berenar” fraternal CURSIU. Obra en un acte (1907)
- La primera carta. Monòleg (1907)
- La mare. Obra en quatre actes (1907)
- Els savis de Vilatrista. Obra en tres actes. Escrita en col·laboració amb Gregorio Martínez Sierra (1907)
- La llei de l'herència. Farsa en tres actes (1908)
- Aucells de pas. Drama en tres actes. Escrita en col·laboració amb Gregorio Martínez Sierra (1908)
- L'hereu escampa (1908)
- La intel·lectual. Comèdia en tres actes (1909)
- Un bon home. Monòleg (1909)
- El redemptor (1910)
- Dol d'alleujo. Farsa en un acte (1910)
- Cors de dona. Drama en tres actes. Escrita en col·laboració amb Gregorio Martínez Sierra (1910)
- El titella pròdig. Comèdia d'en un acte i quatre quadres (1911)
- El daltabaix. Comèdia en quatre actes, adaptada per Santiago Rusiñol a partir de l'original de G. de Laferrère, “Les del barranc” (1911)
- El despatriat. Comèdia en tres actes (1912)
- El pintor de miracles. Sainet en un acte (1912)
- El triomf de la carn. Quadre de costums vegetarians (1912)
- La Verge del Mar. Quadre poemàtic en un acte (1912)
- L'envelat de baix. Sainet en un acte (1914)
- L'homenatge. Sainet en un acte (1914)
- La lepra. Sainet en un acte (1914)
- L'arma. Obra guinyolesca en un acte dividit en dos quadres. Escrita conjuntament amb Josep Burges (1914)
- El senyor Josep falta a la dona [Signada amb el pseudònim de Jordi de Peracamps] (1915)
- La dona falta al senyor Josep [Signada amb el pseudònim de Jordi de Peracamps](1915)
- El pobre vidu. Farsa en tres actes (1916)
- Els nàufregs. Drama en tres actes (1917)
- A ca l'antiquari. Sainet en un acte (1917)
- Gente bien. Sainet en un acte (1917) - obra bilingüe en català i castellà.
- L'auca del Senyor Esteve. Comèdia en cinc actes i deu quadres (1917)
- En Josepet de Sant Celoni. Comèdia picaresca en cinc actes i deu quadres. Escrita en col·laboració amb Rodríguez-Grahit (1918)
- L'acaparador. Peça satírica en un acte (1918)
- La casa de l'art. Peça en un acte (1918)
- “Souper-tango”. Obra satírica en un acte (1918)
- Bataneros en comandita. Sainet de costums financers en un acte (1918)
- El català de La Manxa. Tragicomèdia amb quatre actes i vuit Quadres (1919)
- La minyona suïcida. Monòleg (1920)
- Chauffeur… al Palace! (1924)
- Tenoriades. Obra en un acte (1924)
- El casament de conveniència. Comèdia en tres actes (1925)
- Els dues filles. Comèdia en un acte (1928)
- Els analfabets. Comèdia en dos actes i tres quadres (1928)
- Miss Barceloneta. Comèdia en tres actes (1930)
- Graziela. Comèdia dramàtica. Escrita conjuntament amb Josep Burges (1936)
- Tots els monòlegs. Edició publicada per Adesiara editorial, Martorell, 2011.

### Traducció
L'obra de Rusiñol s'ha traduït a molts llengües, com ara alemany, anglès, castellà, francès, rus, suec i polonès, entre d'altres. Ell mateix va traduir l'obra d'Alfons Daudet i, en concret, de tres títols de la sèrie d'aventures de Tartarín de Tarascó:
- Port-Tarascó: darreres aventures de l'il·lustre Tartarín.
- En Tartarín als Alps: noves proeses de l'hèroe tarasconès.
- Tartarín de Tarascó.

També va traduir La fira de Neuilly: sensacions frèvoles de París, de Gregorio Martínez Sierra.

## Catàleg d'olis
Etapa naturalista

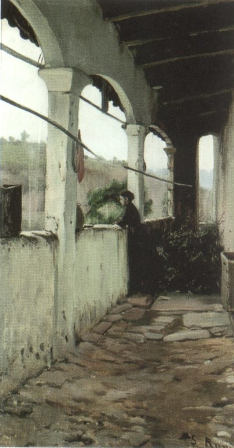
Tarda de pluja. Museu Víctor Balaguer

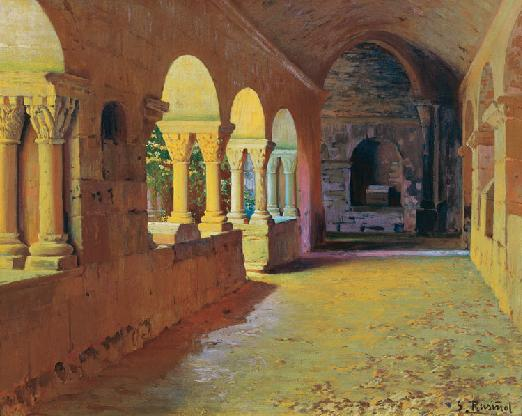
Claustre de Sant Benet de Bages. Fundació Banc de Santander

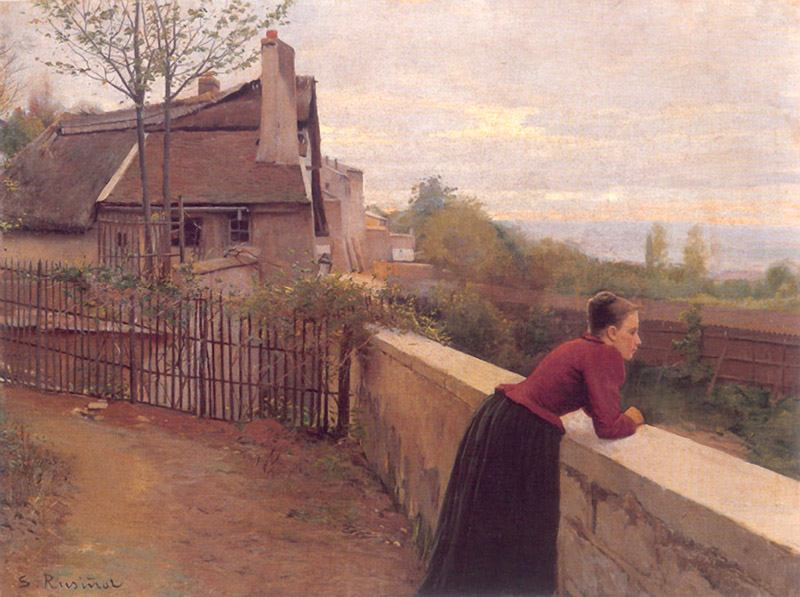
Banlieue. Col. particular

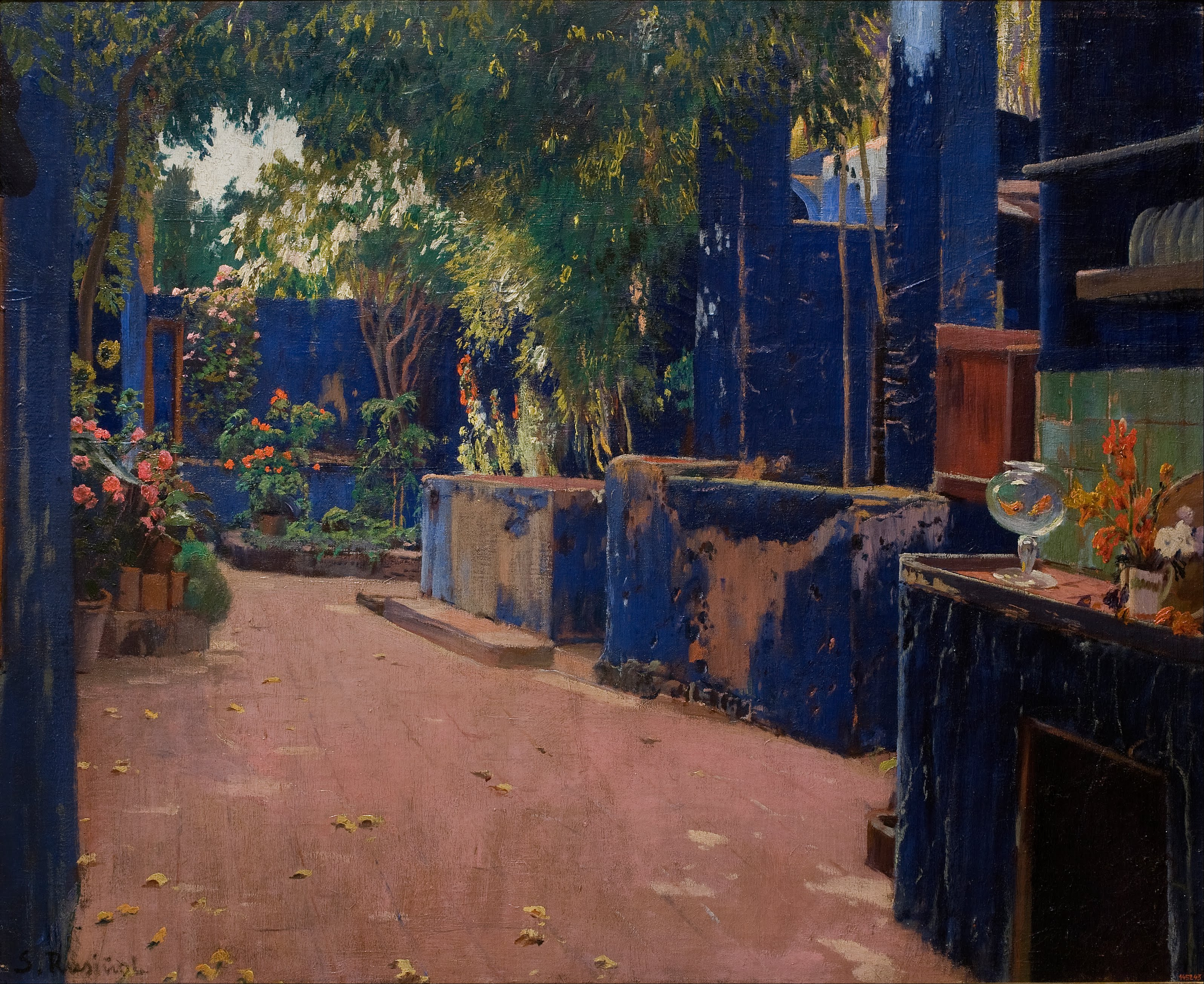
Pati blau. MNAC

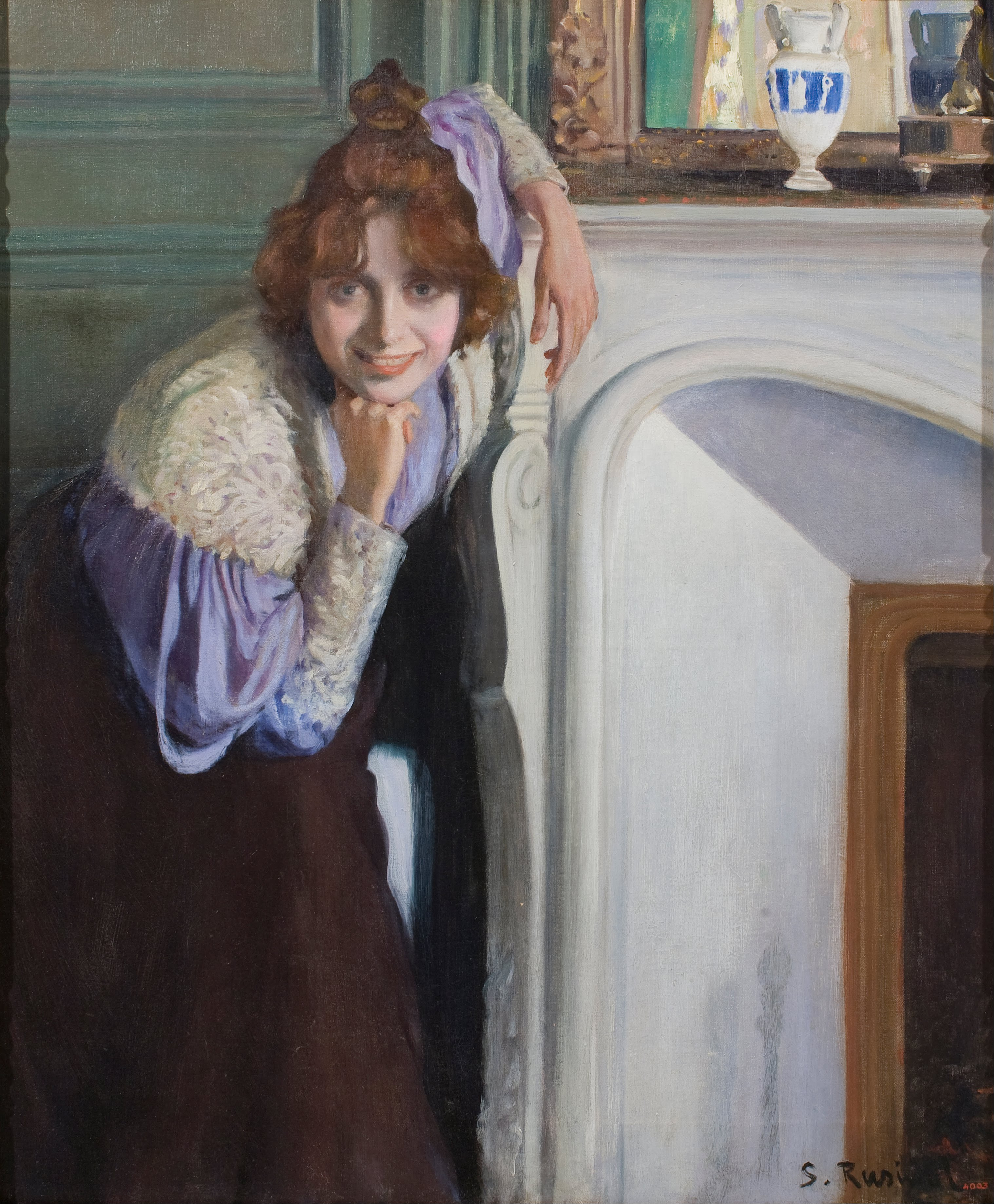
La riallera. MNAC

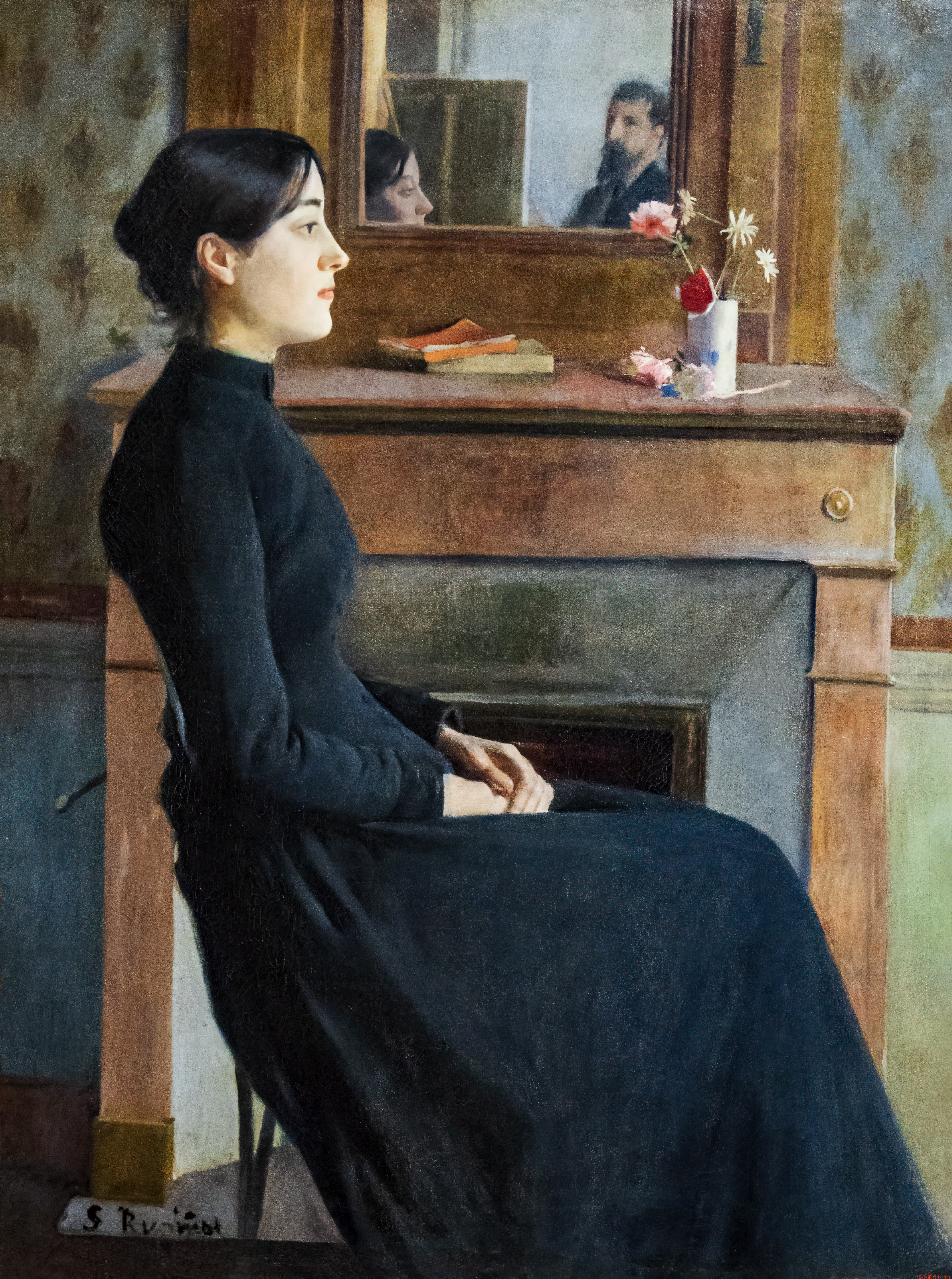
Figura femenina. MNAC

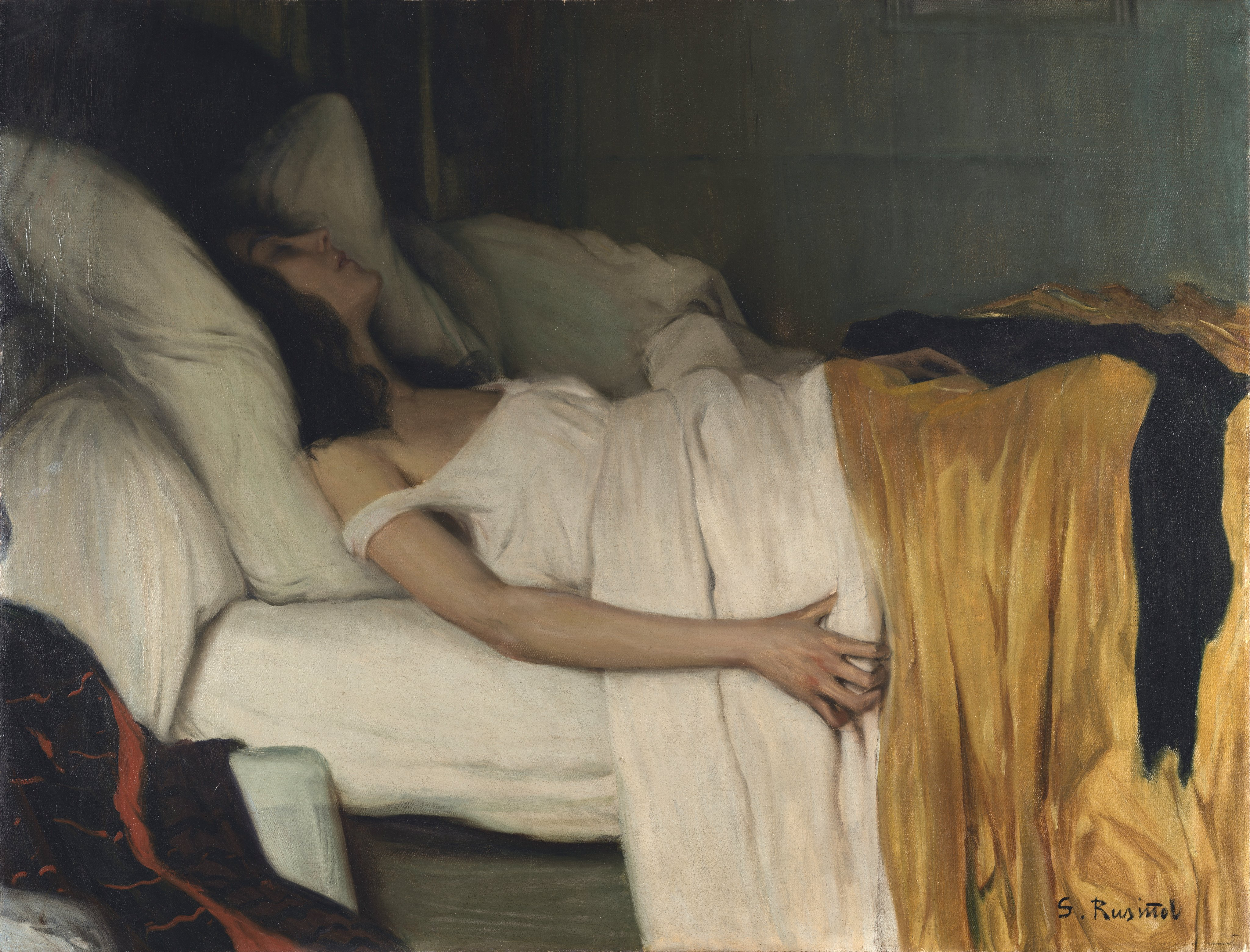
La morfina. Museu del Cau Ferrat

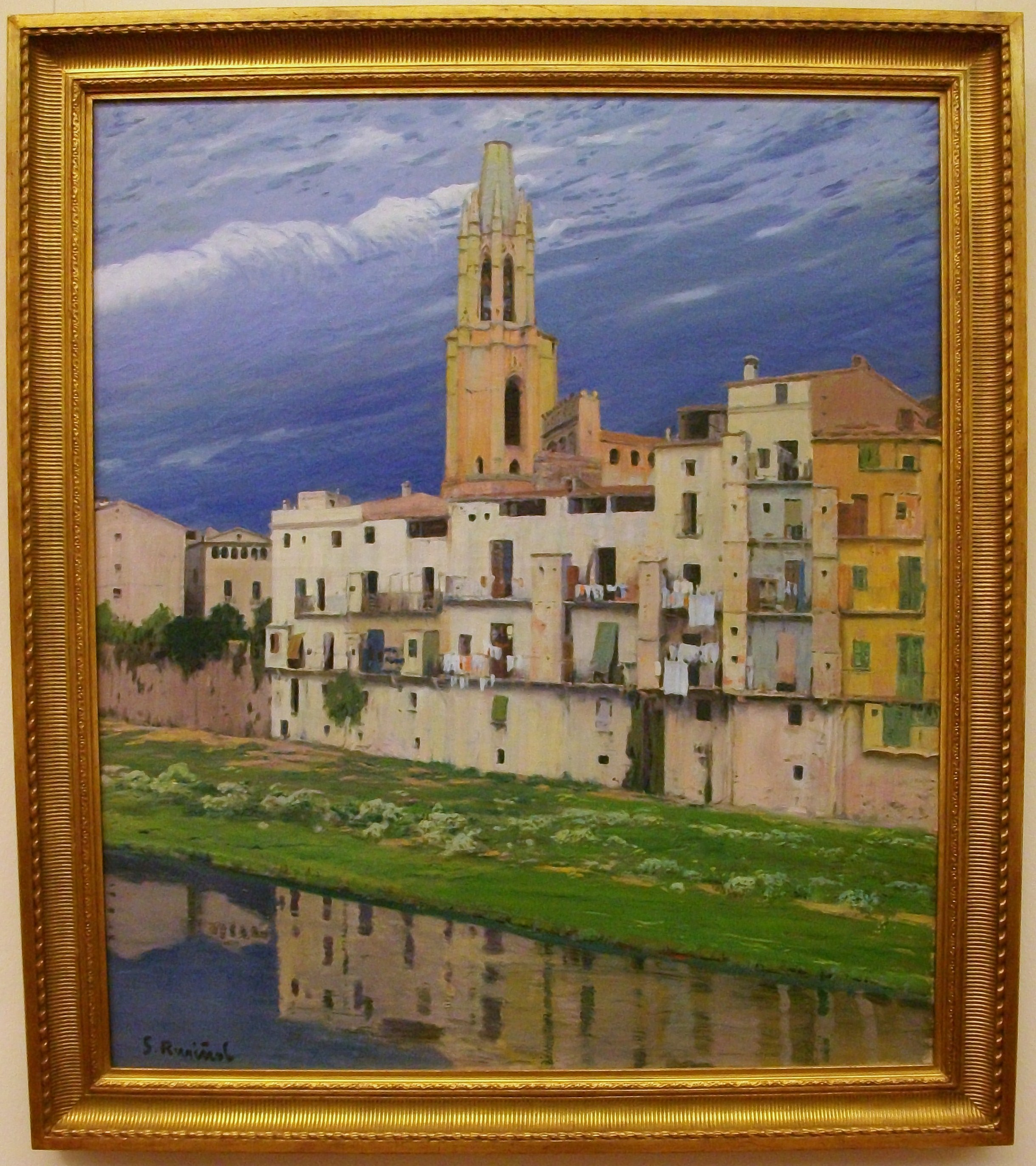
El riu Onyar al seu pas per Girona. Museu de Belles Arts de València

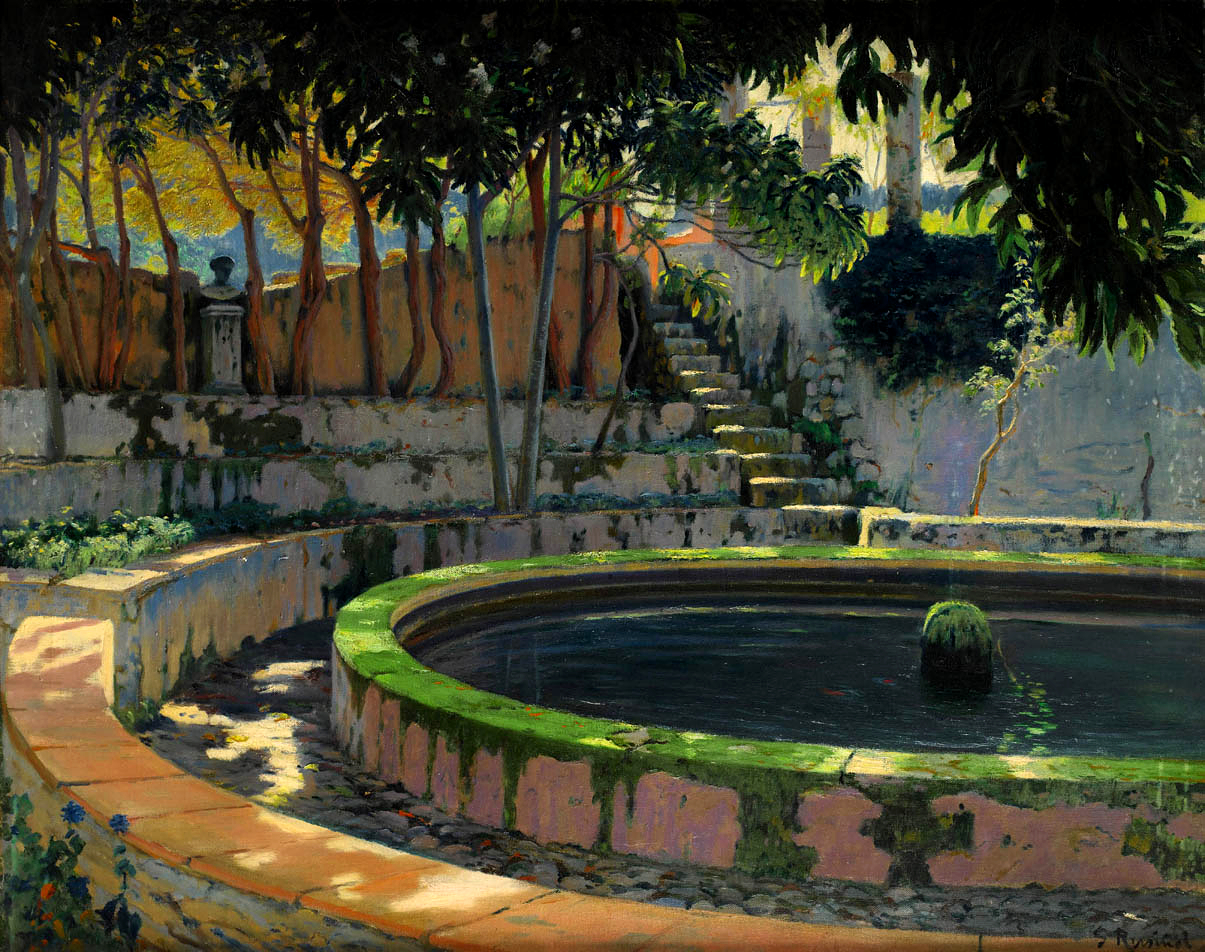
Son Moragues. Col. particular

- 1877 Clarasó disfressat. 34 x 23,5. Col. particular
- 1878-1880 Aiguamoll. 20 x 25. Col. particular
- 1878-1880 Girona. 53 x 78. Col. particular
- 1878-1880 Pagesa amb un infant a la falda. 134 x 100. Col. particular
- 1880 Pedregar. 65 x 97. Col. particular
- 1878-1882 Rierol. 115 x 76. Col. particular
- 1884 Pont sobre un riu. 65 x 45. MNAC.[70]
- 1880 El gual. 75 x 114. Col. particular
- 1880 Doctor Faust. 79 x 62. Col. particular
- 1882 El majordom. 66 x 47. Col. particular
- 1882 Carrer d'un poble de muntanya. 77 x 36. Col. particular
- 1883-1884 El port de Barcelona. 47 x 73,5. MNAC, en cessió al Cau Ferrat
- 1880-1885 Sant Vicenç de Torelló. 148 x 56. Col. particular
- 1883-1885 Pelegrí. 73 x 60. Col. particular
- 1878-1880 Riera. 80 x 60. Col. particular

Naturalisme rural
- 1888 A la font. 98 x 57. Col. particular
- 1888 Roures. 56,5 x 103. Col. particular
- 1888 A la font. 98 x 57. Col. particular
- 1888 Emparrat d'Olot. 97 x 137. Col. particular
- 1888 Font de Sant Roc, Olot. 108 x 150. Col. particular
- 1889 Tarda de pluja. 120 x 66. Museu Víctor Balaguer

Monuments medievals
- 1880-1883 Plaça del monestir de Pedralbes. 89,5 x 139. Col. particular
- 1887 Plaça del Born i Santa Maria del Mar. 41 x 56. Col. particular
- 1886-1888 Capella del claustre de la catedral de Barcelona. 50 x 61. Col. particular
- 1907 Claustre de Sant Benet de Bages. 77,5 × 97,5. Fundació Banco Santander

Montjuïc
- 1889-1890 Bugaderes de la Barceloneta. 56 x 93. Col. particular
- 1890 El cementiri d'Ix. 150 x 126. Col. particular
- 1891 Es pot?. 53 x 68. Museu de Montserrat
- 1892 Ramon Canudas malalt. 80 x 64. Cau Ferrat

Personatges de Sitges
- 1892-1893 El «malavida» de Sitges. 94 x 101,5. MNAC.[72]

Montmartre
- 1890 Le Pont Neuf. 38 x 62. Col. particular
- 1890 Île Saint-Louis. 50 x 60. Museu de Montserrat
- 1890 Parc de Montsouris. 27 x 40. Col. particular
- 1890 Carrer costa amunt de Montmartre. 29 x 38. Col. particular
- 1892 La Butte. Montmartre. 74 x 101. MNAC[74]
- 1891 La Banlieue. 97 x 130. Col. Particular
- 1891 Cementiri de Montmartre. 100 x 75. Cau Ferrat
- 1891 Parc del Moulin de la Galette. 61 x 50. Cau Ferrat
- 1891 Utrillo al Moulin de la Galette. 61 x 50. Cau Ferrat

Sitges
- 1891-1892 El pati blau. 112 x 79. Museu de Montserrat
- 1893 La nena de la clavellina. 73 x 56. Cau Ferrat

París, Quai Bourbon
- 1894 Figura femenina. 100 x 81. MNAC[75]
- 1894 Novel·la romàntica. 140 x 221,5. MNAC[76]
- 1894 La morfina. 87,3 x 115. Cau Ferrat
- 1894 Miss MacFlower[77]. 100.5 x 61.8 Museu del Cau Ferrat
- 1895 La riallera. 65 x 54. MNAC.[78]

Girona
- 1915-1925 El riu Onyar al seu pas per Girona. 116 x 110,2. Museu de Belles Arts de València

Mallorca
- 1902 Dijous Sant. 73 x 98. Cau Ferrat
- 1903 Son Moragues. 101,5 x 127,5. Col. particular
- 1904 Muralla verda, Miramar. 95 x 105. Museu d'Astúries. Oviedo
- 1908 Vall de Sóller. 92 x 108. Col. particular
- 1919 Jardí de l'ermità, Miramar. 85 x 115. Museo de Pontevedra.

Granada
- 1895-1898 Xiprers daurats. 110 x 80. Col. particular
- 1895-1898 Xiprers daurats. 110 x 80. Col. particular
- 1898 Palau abandonat. 125 x 121. Cau Ferrat
- 1898 Interior del palau Víznar I. 77 x 101. Cau Ferrat

Aranjuez
- 1907 Jardins d'Aranjuez. Museo Thyssen Bornemisza
- 1911 Faune vell. 118 x 140. Museu del Prado

Conca
- 1916 Cases penjades. Col. particular
- 1916 Conca. 111 x 135. Col. particular
- 1916 La casa de la bruixa. 127 x 91. Col. particular

Arbúcies
- 1928-1929 Caminal d'hortènsies. 98,5 x 114,5. Col. particular
- 1930 Jardí gris. Llac de casa Badés. 105 x 123. Col. particular
- 1930 Avets del parc Badés. 102,5 x 114,5. Col. particular

Barcelona i rodalia
- 1891-1892 Creu de terme. 80,5 × 100,5. MNAC[79]
- 1900-1903 El laberint d'Horta II. 110 x 145. Col. particular
- 1913 Pati blau d'Arenys de Munt. 78 x 95. MNAC[80]

## Catàleg de cartells
- L'Alegria que passa. Conservat en el fons MAE[81]
- Interior. Conservat en el fons MAE[82]

El Centre de Documentació i Museu de les arts escèniques conserva alguns dels retrats que va fer l'artista. Es troben a l'Escena Digital del MAE.